# Giovanni Stanetti
Giovanni Stanetti (eigentlich Johann Stanety; * 1663 in Oberglogau, Oberschlesien; † 19. Juli 1726 in Wien) war ein österreichischer Bildhauer.

## Leben
Johann Stanety stammte aus Oberschlesien, war dann aber vermutlich in Venedig ansässig, wo er möglicherweise auch seine Ausbildung erhielt. Von dort wurde er von Prinz Eugen von Savoyen nach Wien geholt. Am 14. Februar 1695 heiratete er in Wien die Witwe des Bildhauers Adam Kracker. 1712 wurde er nach dem Tod Kaiser Josephs I. als Hofkammerbildhauer bestätigt. Stanetti arbeitete im Umkreis von Johann Bernhard Fischer von Erlach und betrieb eine größere Werkstätte, in der unter anderem Ingenuin Lechleitner, Jakob Schletterer und Johann Christoph Mader seine Schüler waren.

## Werke

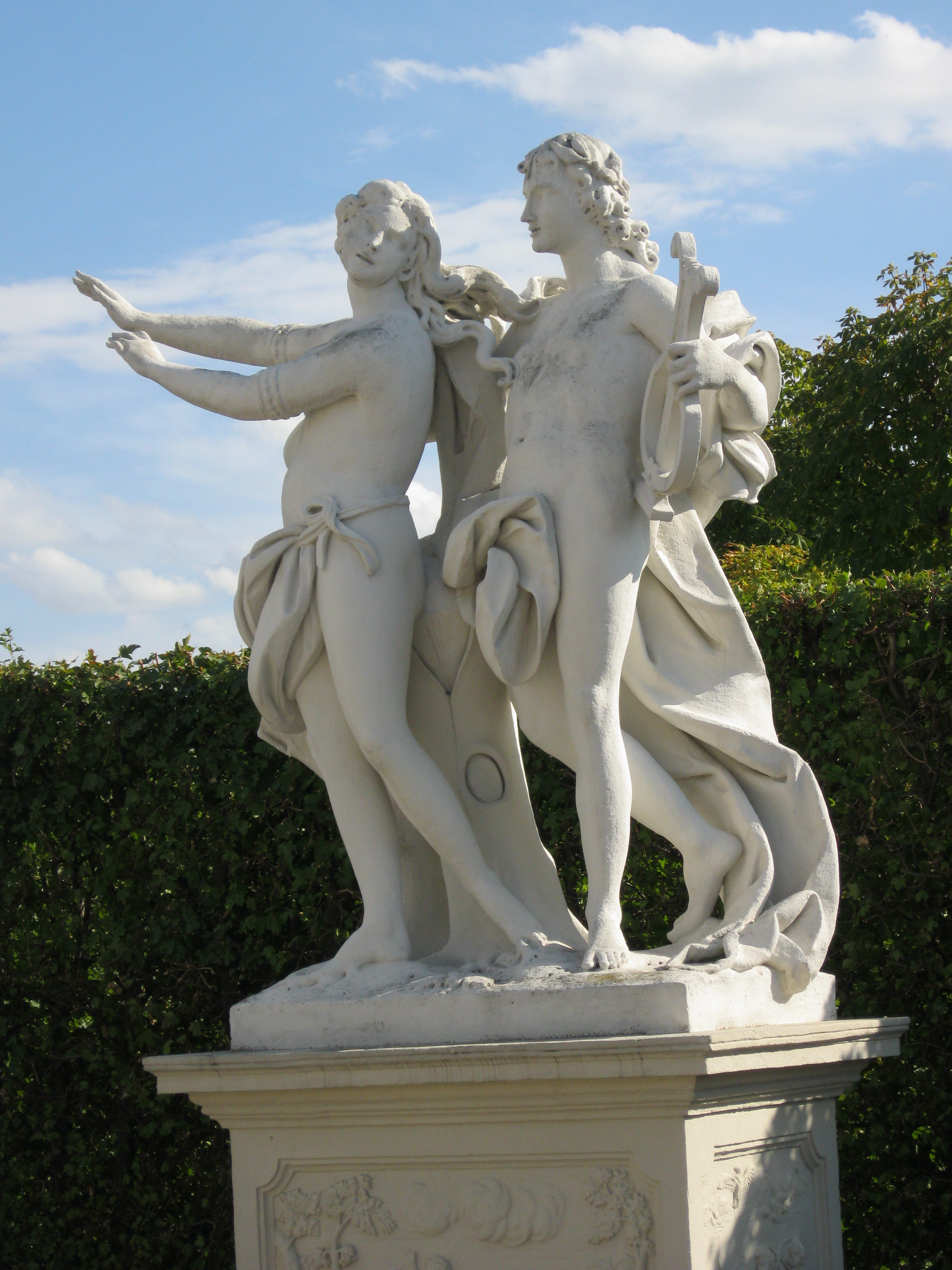
Statue Apollo und Daphne im Garten des Belvedere

- Engelsfiguren am Hochaltar der Basilika Mariazell, 1693–1704
- Relieffigur des Siegfried Grafen Sarau auf dessen Grabstein, Deutschordenskirche, Wien, um 1700
- Steinfiguren für die Balustrade des Unteren Belvedere, 1700–1721
- Pestsäule Stockerau, 1713–1716
- nach einem Entwurf von Martino Altomonte: Dreifaltigkeitssäule auf dem Hauptplatz von Baden, 1714–1718
- Giebelfigur Karl Borromäus und Giebelfeldrelief Das Erlöschen der Pest in Wien, Karlskirche, Wien, um 1725